# Call of Duty: Modern Warfare (2019)
Call of Duty: Modern Warfare è un videogioco sparatutto in prima persona, sviluppato da Infinity Ward per le piattaforme PlayStation 4, Xbox One e per PC. Il videogioco è stato pubblicato da Activision Blizzard il 25 ottobre 2019. È il sedicesimo capitolo della serie Call of Duty (dopo Call of Duty: Black Ops IIII) e quarto capitolo della saga Modern Warfare, dopo Call of Duty 4: Modern Warfare, Call of Duty: Modern Warfare 2 e Call of Duty: Modern Warfare 3.
Il videogioco è stato presentato in anteprima all'E3 tra l'11 e il 13 giugno 2019, a Los Angeles.

## Trama

### Campagna
Durante un'operazione sotto copertura in Russia per intercettare e mettere in sicurezza un pericoloso composto chimico in partenza per l'Urzikstan, l'agente della CIA Alex viene intercettato da una squadra di nemici sconosciuti, che riescono a impossessarsi del gas e a fuggire dall'edificio. A seguito di questo avvenimento, il superiore in comando Kate Laswell decide di affidarsi al capitano John Price della SAS, per cercare di recuperare il gas e stabilizzare le tensioni con la Russia.
Ventiquattro ore dopo il furto, un gruppo di attentatori suicidi, affiliati ad Al-Qatala, attacca Piccadilly Circus a Londra. Il sergente SAS Kyle "Gaz" Garrick, presente sul posto un attimo prima dell'attentato, riesce a contenere la minaccia con l'aiuto di Price e le forze di polizia locali. Nel frattempo, Alex viene inviato in Urzikstan, dove stringe un patto con il capo dei ribelli Farah Karim: insieme dovranno indagare sul gas scomparso, ed in cambio Alex e le sue forze speciali dovranno fornire supporto ai ribelli nel tentativo di rovesciare l'occupazione russa sul territorio dell'Urzikstan, guidata dal generale Roman Barkov. Per onorare il patto appena stretto, Alex aiuta Farah e suo fratello Hadir (anch'esso generale dei ribelli) ad occupare una base aerea russa per limitare lo spostamento aereo di Barkov sul territorio.
Dopo alcune indagini, Kyle e Price localizzano la cellula di Al-Qatala a Londra e fanno irruzione in un appartamento a Camden Town, neutralizzando i terroristi e scoprendo infine la posizione di Omar "il Lupo" Sulaman, il leader di Al-Qatala. Con un'azione coordinata tra Alex e i Marines capitanati dal sergente Griggs, le forze speciali americane assaltano l'ospedale dove si nasconde il Lupo e riescono a catturarlo. La prigionia di Sulaman però, dura poco: infatti la sera stessa della sua cattura, il suo secondo uomo in comando detto "il Macellaio" attacca con un gruppo di guerriglieri l'ambasciata degli Stati Uniti in Urzikstan, obbligando Alex, Farah e Hadir a trasferirlo all'istante. Raggiunti sul posto da Price e Kyle, i cinque si spostano con il Lupo verso la villa dell'ambasciatore, dove organizzano una strenua resistenza contro i terroristi. Alla fine riescono a resistere e a salvarsi, ma sfortunatamente il Lupo viene liberato e portato via.
Farah non si arrende e programma insieme ad Alex e ad Hadir un'imboscata sull'Autostrada della morte, un lungo percorso nel deserto che il Lupo attraverserà sicuramente per mettersi in salvo. Tuttavia, durante i preparativi per l'assalto, irrompe l'esercito russo, che incomincia ad attaccare sia i ribelli che Al-Qatala. Nel tentativo di contrastare i Russi, Hadir lancia un camion pieno del composto chimico rubato, rivelandosi lui stesso come l'autore del furto allo stabilimento in Russia. La diffusione del gas uccide tutti gli uomini sia di Barkov che di Al-Qatala, ma mette in pericolo sia Farah che Alex, che vengono salvati all'ultimo dall'intervento di Hadir prima di dileguarsi.
Tramite un flashback, si vengono a sapere le motivazioni che hanno spinto i fratelli Karim a dichiarare guerra a Barkov: nel 1999, i due fratelli rimasero orfani a causa dell'invasione russa in Urzikstan, giustificata da Barkov come "necessaria" per reprimere i terroristi che avevano attaccato la Russia, e furono catturati da Barkov stesso, che li imprigionò e li torturò per 10 anni. In questo tempo di prigionia, Farah aveva assunto il comando dei ribelli, opponendosi strenuamente alle torture del generale e fingendo di seguire gli ordini di Karim (un personaggio fittizio creato da Farah stessa per poter continuare ad esercitare il comando senza rischiare di essere giustiziata), fino al giorno della sua fuga, coordinata e sostenuta da un giovane tenente Price.
Nel presente, Hadir è fuggito e sembra essersi unito ad Al-Qatala, situazione che obbliga Farah e Price ad agire in fretta. Il gruppo localizza il nascondiglio del Lupo e lo attacca con tutte le forze disponibili. Dopo un lungo inseguimento in dei tunnel sotterranei sottostanti l'edificio, Alex e Farah trovano il Lupo e lo uccidono, senza però riuscire a localizzare Hadir. Nel frattempo Laswell, venuta a sapere del tradimento di Hadir e del fatto che il gas è ancora in circolazione in grandi quantità, dichiara le forze ribelli di Farah come una potenziale minaccia terroristica; Alex, disgustato da quest'ultima notizia, diserta ufficialmente per rimanere in Urzikstan e continuare ad aiutare l'esercito di Farah.
Seguendo le informazioni a proposito di un possibile attacco in Russia da parte di Hadir, Price e Kyle si recano a San Pietroburgo, dove li sta aspettando Nikolai, uno dei vecchi contatti del capitano, per la possibile presenza del Macellaio in città. Dopo un rocambolesco inseguimento per le strade della metropoli, il terrorista viene finalmente catturato e interrogato da Price, che riesce a estorcergli i piani di Hadir: il fratello di Farah è in Moldavia, dove sta programmando un raid nella villa di Barkov. I due si recano velocemente sul posto, eliminano ogni resistenza di Al-Qatala e ritrovano Hadir, che spiega loro di aver scoperto dove Barkov tiene nascosto il gas, ma nello stesso momento le forze speciali russe assaltano la villa, costringendo i tre ad una precipitosa fuga. Una volta al sicuro, Laswell ordina che Hadir sia consegnato ai russi, e Price acconsente a malincuore soltanto a patto di poter conservare le informazioni riguardo alla posizione del gas. Infatti i due si riuniscono con Farah e Alex per programmare un attacco mirato alla fabbrica, supportato dai ribelli e volto ad eliminare Barkov e il suo gas una volta per tutte.
Supportati da Laswell e dall'intero esercito ribelle, il gruppo sferra l'attacco decisivo all'edificio in Georgia, avanzando sempre di più all'interno del complesso per posizionare degli esplosivi forniti da Nikolai. Tuttavia, durante uno scontro all'interno della fabbrica con un Juggernaut, il detonatore si rompe e diventa inutilizzabile, così Alex decide di sacrificarsi per Farah azionando manualmente gli esplosivi. La ragazza accetta il destino di Alex a malincuore e lo lascia, per gettarsi all'inseguimento di Barkov. Il generale sta per fuggire con un elicottero, ma la ragazza riesce a salire a bordo e ad uccidere Barkov e vendicando i suoi genitori mentre il resto della squadra evacua l'edificio. Dopo un ultimo saluto, Alex aziona la bomba e fa saltare in aria l'intero complesso, mettendo così fine alla tirannia di Barkov una volta per tutte.
Con Barkov morto e rinnegato dalla Russia, Price si incontra con Laswell per discutere sulla creazione di una task force speciale, la 1-4-1, per un'operazione contro il terrorista russo Imran Zakhaev, e propone alla collega tre potenziali membri adatti a questo incarico: essi sono rispettivamente Kyle "Gaz" Garrick (che si scopre a questo punto essere uno dei co-protagonisti di Call of Duty 4: Modern Warfare), Simon "Ghost" Riley (che apparirà in Call of Duty: Modern Warfare 2) ed infine John "Soap" MacTavish (Protagonista di tutti e tre i capitoli della saga di Modern Warfare).

### Operazioni Speciali (missioni co-op)
Dopo la morte del Lupo, Al-Qatala riemerge con un nuovo leader, che rappresenta una seria minaccia per le forze speciali russe a Verdansk. A seguito di questa occupazione Laswell, con il supporto del generale dell'FSB Kamarov (anch'esso presente nella saga di Modern Warfare), autorizza un'operazione congiunta che coinvolgerà i migliori operatori del mondo (ovvero i giocatori) in una serie di operazioni volte a smantellare la misteriosa minaccia di Al-Qatala a Verdansk. questa fazione congiunta, chiamata "l'Armistizio", si occuperà di varie missioni nella zona di Verdansk, associate perlopiù a varie figure chiave che gestiscono l'organizzazione dei terroristi nella regione: Almalik "il proprietario", un contrabbandiere noto come "El Traficante" e "il banchiere". Tramite queste operazioni L'Armistizio scoprirà che Al-Qatala è coinvolto in un traffico di armi nucleari con un certo Mr. Z (che si scoprirà in seguito essere Imran Zakhaev, creduto morto assassinato a Prypiat) e che il suo nuovo leader non è altri che Khaled Al-Asad, uno dei principali antagonisti di  Call of Duty 4: Modern Warfare.

### Multiplayer/Warzone
A seguito delle prime operazioni speciali, L'Armistizio continua ad inviare forze speciali a Verdansk contro l'esercito di Al-Qatala. è in questo contesto che due fazioni, la Coalizione e l'Alleanza, entrano in conflitto a causa di un carico di composto chimico diretto in Urzikstan. Tempo dopo, una serie di attacchi chimici di Al-Qatala a Verdansk costringono le forze speciali sul posto a contendersi la vita man mano che il gas si restringe. In mezzo al caos dovuto alla caduta dell'Armistizio, il soldato SAS e operatore della coalizione Ghost chiede al capitano Price dei rinforzi. Si viene anche a scoprire che Alex non è morto durante l'esplosione della fabbrica in Georgia, ma che è sopravvissuto (perdendo una gamba e sostituendola con una protesi) e che è stato rischierato anch'esso a Verdansk per aiutare Ghost. A seguito della crescente instabilità a Verdansk, si scopre che l’Armistizio ha finalmente sfoderato il suo asso nella manica: Captain John Price della Task Force 141 e il definitivo membro della squadra nominata gruppo Tier One.. Ad aggrupparsi alla caccia di Viktor Zakhaev, si è aggiunta la Shadow Company( una compagnia militare privata creata dal generale Shepherd) capitanata da Lerch, che captando un segnale dallo stadio, fa saltare il tetto permettendone l'accesso. Intanto ad aiutare Price, ci sono anche Farah e Nikolai che scoprono una rete segreta della metropolitana sotto Verdansk che Zakhaev usa per trasportare le merci. Nel dicembre 2020, Price e la Task Force 141 scoprono che Viktor Zakhaev sta per lanciare un missile nucleare in un bunker a Verdansk tentando di iniziare una guerra mondiale. Per fortuna, Price uccide Viktor e ferma il lancio del missile. Purtroppo la guerra a Verdansk tra Coalizione e Alleanza non è finita e la squadra viene contattata da Soap MacTavish che si trova a sud della costa, quindi la squadra lo raggiunge. A febbraio del 2021 la Vodianoy, una nave scomparsa dal 1984, riemerge e si incaglia sulla costa di Verdansk. La nave originariamente carica di composti chimici, diffonde degli zombie iniziando così l'intera contaminazione della città. Il 21 Aprile inizia l'evacuazione della città, e 45 minuti dopo il commando russo, considerando Verdansk perduta, ordina il lancio di un missile nucleare, distruggendo l'intera città per evitare un’apocalisse mondiale.

## Modalità di gioco
Call of Duty: Modern Warfare presenta una modalità in giocatore singolo, al contrario di quanto avvenuto nell'ultimo capitolo della saga Call of Duty: Black Ops IV. Presenta inoltre la modalità multigiocatore e il ritorno delle operazioni speciali.

### Multigiocatore
La sezione multigiocatore presenta molte differenze dai vecchi titoli, sia per velocità di gioco, sia per personalizzazione. Una delle novità più interessanti è quella che permette di modificare l'arma in modo sostanziale, attraverso una serie di accessori che le conferiscono diverse caratteristiche in base all'accessorio utilizzato. Questo permette di adattare l'arma alle proprie esigenze, cambiandone la struttura in maniera evidente. Un esempio pratico è proprio la personalizzazione di un fucile d'assalto: in base alle necessità del giocatore, può essere adattato come un'arma a corto raggio (rimuovendo il calcio, utilizzando una canna corta, limitando al minimo il peso togliendo le impugnature) o come un'arma a lungo raggio (utilizzando un bipede, sfruttando mirini telescopici e utilizzando una canna lunga).

### Operazioni speciali
Giocabili in singolo o in cooperativa, con sistema di livellamento e difficoltà. Rappresenta il ritorno alle celebri missioni di Call of Duty: Modern Warfare 2 e Call of Duty: Modern Warfare 3.
Nel titolo è stata reintrodotta anche la modalità sopravvivenza, cioè orde infinite di nemici dai quali si deve sopravvivere, anche essa presente in Call of Duty: Modern Warfare 3, ma in esclusiva temporanea fino al 1 ottobre 2020 per PlayStation 4.

## Espansioni
Il 10 marzo 2020 è stato pubblicato un DLC stand-alone gratuito del gioco, denominato Call of Duty: Warzone.
Nel Giugno 2020 è stata presentata la 4ª stagione di Call of Duty: Warzone. L'aggiornamento, fra le altre novità, comprende una skin rappresentante un militare italiano del Reggimento lagunari "Serenissima". La 5ª stagione, pubblicata nell'agosto 2020, ha introdotto il treno, con l'apertura della località Stadium.

## Controversie
La quarta missione è ambientata nei pressi dell'Autostrada della morte, in arabo Tariq Almawt, un chiaro riferimento a un'autostrada bombardata dagli Stati Uniti d'America, durante la Guerra del Golfo, mentre era percorsa da truppe e civili iracheni in fuga, i quali perirono a centinaia. La voce fuoricampo durante il briefing asserisce che i russi avrebbero bombardato l'autostrada uccidendo i civili in fuga. Questa missione, insieme al ruolo svolto dalla Russia all'interno della campagna, ha portato a feroci critiche e accuse di russofobia da parte del pubblico russo, sentendosi offeso per essere continuamente rappresentato negativamente (a maggior ragione per crimini commessi in realtà dagli Stati Uniti).

## Doppiaggio
Capitano John Price: Barry Sloane (originale), Stefano Alessandroni (italiano);
Sergente Kyle Garrick: Elliot Knight (originale), Mattia Bressan (italiano);
Alex: Chad Michael Collins (originale), Matteo de Mojana (italiano);
Farah Karim: Claudia Doumit (originale), Ilaria Silvestri (italiano);
Hadir Karim: Aidan Bristow (originale), Davide Fumagalli (italiano);
Padre di Farah e Hadir: Jared Farid Ward (originale), Matteo Zanotti (italiano);
Kate Laswell: Rya Kihlstedt (originale), Renata Bertolas (italiano);
Generale Lyons: Debra Wilson (originale), Adele Pellegatta (italiano);
Sergente Griggs: LaMonica Garrett (originale), Diego Baldoin (italiano);
Omar "il Lupo" Sulaman: Joel Swetow (originale), Mario Scarabelli (italiano);
Il Macellaio: Nick E. Tarabay (originale), Luca Ghignone (italiano);
Roman Barkov: Konstantin Lavysh (originale), Fabrizio Odetto (italiano);
Nikolai: Stefan Kapicic (originale), Roberto Palermo (italiano);
Morte: Fabio Rovazzi (originale + italiano)
UK Team Leader: Julian Stone (originale), Stefano Starna (italiano);